# USS Enterprise (CV-6)
USS Enterprise (CV-6), i dagligt tal kallad "Big E" var det sjätte hangarfartyget i USA:s flotta och det sjunde fartyget i flottan som bar det namnet. Hon sjösattes 1936 som ett av fartygen i Yorktown-klassen och är en av endast tre amerikanska hangarfartyg i tjänst före andra världskriget som överlevde kriget (de andra är Saratoga och Ranger). Hon deltog i fler stora strider i kriget mot Japan än någon annat amerikanskt fartyg. Dessa strider inkluderar slaget vid Midway, slaget vid östra Salomonöarna, slaget vid Santa Cruz-öarna, flera andra flyg-sjö-strider under Guadalcanalkampanjen, slaget om Filippinska sjön och slaget vid Leytebukten, samt som "Doolittleräden" mot Tokyo. Vid tre olika tillfällen under Stillahavskriget meddelade japanerna att hon hade sänkts i strid.
Enterprise mottog sammanlagt 20 battle stars, mest av alla amerikanska örlogsfartyg under andra världskriget. Vissa har rubricerat henne som det mest ärofyllda och vördade fartyget i amerikanska flottans historia, med konkurrens kanske bara av 1700-talsfregatten USS Constitution.